# Landschaftsgeographie
Die Landschaftsgeographie oder Landschaftskunde ist ein Teilgebiet der Geographie, insbesondere der Regionalgeographie. Sie befasst sich mit der Typisierung von einzelnen Landschaften, ihrem Vergleich in verschiedenen Erdregionen und den geofaktorialen Voraussetzungen (Lage, Stoff, Form, Struktur und Funktion) ihrer Entwicklung.

## Definition
Der Terminus wird nicht immer einheitlich verwendet, weil der geographische Landschaftsbegriff nicht klar definiert ist. Alexander von Humboldt wird die Bezeichnung „Totalcharakter einer Erdgegend“ zugeschrieben, worunter man Teile der Erdoberfläche mittleren Maßstabs versteht, welche durch ähnliche Strukturen der geographischen Substanz (physische und anthropogene Geofaktoren) gekennzeichnet sind. Landschaften lassen sich demnach als Raumtypen – in Abgrenzung zu Raumindividuen (Orte) – definieren. Beispiele wären somit Gebirge, Küsten, Regenwälder oder auch Megastädte. Raumindividuen sind hingegen Gegenstand der Länderkunde.

## Entwicklung
Die Etablierung der Landschaftsgeographie als eigenes Teilgebiet – damals meist Landschaftskunde genannt – geht auf Siegfried Passarge zurück, der die Landschaft zum zentralen Begriff der Geographie erhebt. In den letzten Jahrzehnten entwickelt sich die Landschaftsgeographie in Richtung eines gesamtheitlichen, umweltbetonten Begriffs, etwa durch die Arbeiten von Dieter Steiner und Josef Schmithüsen, der sie zur Humanökologie ausbaut.

## Weitere Landschaftsbegriffe
Dem steht der allgemeine Sprachgebrauch und jener der Fotografen entgegen, der nach Meyers Lexikon (1908) jenen Ausschnitt der Erdoberfläche meint, den wir von einem bestimmten Standort aus zu überblicken vermögen, bis im Horizont oder Gesichtskreis Erde und Himmel zusammenzustoßen scheinen, während die Landschaftsmalerei die Aspekte von Schönheit, Eigentümlichkeit sowie Ganzheit betont, was begrifflich eher dem englischen Landscape entspricht.
Ein weiterer Begriff der Landschaftsgeographie ist die Landschaftsleistung. Unter Landschaftsleistungen werden Eigenschaften von Landschaften verstanden, die für Einzelpersonen und die Gesellschaft einen sozialen, wirtschaftlichen und ökologischen Nutzen haben. Der Ansatz der Landschaftsleistungen soll die Grundlage für die Ausgestaltung von Landschaften im Rahmen eines partizipativen Projekts, unter Einbezug von Öffentlichkeit, Politik und Forschung, schaffen. So wird der Ansatz in Projekten der Raum- und Landschaftsplanungen dafür verwendet, Potenziale von Landschaften zu benennen und Qualitäten von Landschaften gezielt zu stärken.

## Kulturlandschaften
Geographen behandeln Landschaft einerseits unter den statischen Aspekten der natürlichen Topografie (Geländeformen, Gewässer, bodenständige Vegetation usw.), andrerseits als materielle Grundlage menschlicher Existenz, wobei auch eine Dynamik durch Ordnungsvorstellungen und die Ergebnisse menschlichen Handelns einfließt – vor allem durch Landwirtschaft und Siedlungen sowie die Infrastruktur des Verkehrs. Im dynamischen Sinn betrachtet – siehe Kulturlandschaft – behandelt das Fachgebiet auch rivalisierende Ansprüche der Landnutzung, einem zentralen Thema auch der Raumplanung. Hier bestehen starke Querverbindungen zu Naturschutz und Landespflege, zur sogenannten Landschaftsarchitektur sowie zu Ökologie und räumlichen Aspekten der Soziologie. Neue empirische Untersuchungen zeigen die verschiedenen Wechselwirkungen von konkurrierenden Nutzungen an einer konkreten Landschaft auf. Gerade durch die Analyse der Entwicklungsgeschichte einer Landschaft treten auch die Zusammenhänge mit den menschlichen Gesellschaften zu Tage und erlauben Rückschlüsse auf aktuelle Herausforderungen wie das Artensterben und den Klimawandel.

## Datengrundlagen
Während man früher als Datenbasis vor allem die Katastermappe sowie topografische und thematische Karten verwendete, überwiegen seit etwa zwei Jahrzehnten digitale Methoden. Der EDV-gestützte Kataster wurde ab den 1980er-Jahren mit digitalen Geländemodellen kombiniert, die bald flächendeckend und in verschiedenen Maßstäben erarbeitet wurden. Um 1990 entstanden hybride Landschaftsmodelle und erste Landinformationssysteme (LIS), die in den Folgejahren zu multidisziplinären Geoinformationssystemen (GIS) anwuchsen. Diese Systeme lassen heute die Verknüpfung verschiedener Datensätze zu und teilweise auch mit anderen Datenbanken, etwa mit Umweltinformationssystemen.

## Forschungsfelder
Landschaftskundliche Forschung wird derzeit vor allem in interdisziplinären Forschungsfeldern betrieben. Exemplarisch seien die Gebirgsforschung, die Küstenforschung oder die Polarforschung zu nennen.

## Landschaftsgeographen (Auswahl)
- Hans Bobek
- Hans H. Boesch
- Kurt Bürger
- Hans Carol
- Walter Gerling
- Peter Meusburger
- Josef Schmithüsen
- Dieter Steiner
- Otto Wernli